# 國家報告
國家報告（英語：National-Report），是2009年創立於哥倫比亞音樂公司，主要負責追蹤與製作音樂排行榜。除了哥倫比亞外，國家報告還追蹤委內瑞拉與厄瓜多尔的資料。

## 外部連結
- 官方網站 （页面存档备份，存于）